# 하비에르 소토마요르
하비에르 소토마요르 사나브리아(스페인어: Javier Sotomayor Sanabria, 1967년 10월 13일 ~ )는 쿠바의 높이뛰기 선수이며, 1992년 바르셀로나 올림픽 금메달리스트이다.
현 세계 기록 보유자인 그는 1990년대 높이뛰기 종목을 지배했으며 역사상 가장 위대한 선수로 평가받고 있다. 1984년과 1988년 경기에는 쿠바가 올림픽을 보이콧하는 바람에 불참했고 1996년 경기는 부상 때문에 더 많은 금메달 획득 기회를 놓치기는 했지만, 올림픽에 복귀하여 2000년 시드니에서 은메달을 땄다. 2001년 자신의 두 번째 도핑 테스트(처음에는 코카인, 두 번째는 단백 동화 스테로이드)에서 실증되어 은퇴하였다.
그의 경력 동안에 트랙 앤드 필드 뉴스에 의하여 10개의 다른 해에 남자 높이뛰기에서 "TOP 10"에 들어왔으며, 그 10년 사이에 8번(1988, 1989, 1992, 1993, 1994, 1995, 1997, 1998)이나 최고 선수로 들어왔다.

## 어린 시절
마탄사스 주의 리모나르에서 설탕 공장 관리 아버지와 데이캐어에서 일하는 어머니 사이에서 태어난 소토마요르는 처음에 신장 1.95m(6 피트 5 인치)의 이유로 가망있는 농구 선수로서 쿠바 스포츠 학교에 보내졌다. 19세 때에 세계 5위의 명단에 들어왔다.

## 1984년 세계 주니어 기록
소토마요르는 처음으로 2m(6 피트 6에 4분의 3 인치)를 제거할 때 15세 밖에 안 되었고, 1983년 말에 2.15m의 최고 기록을 세웠다. 그러고나서 1984년 5월 19일 2.33m(7 피트 7에 4분의 3 인치)를 제거하여 첫 세계 주니어 기록을 세웠다. 그러나 쿠바가 그해에 열린 1984년 로스앤젤레스 하계 올림픽을 보이콧함에 따라 출전할 수 없었다. 이듬해 파리에서 열린 세계 실내 선수권 대회에서 자신의 최고 도약 2.13m와 함께 은메달을 획득하고 2달 후에 아바나에서 열린 실외 대회에서 2.34m를 넘어 자신의 개인 기록을 향상시켰다. 이듬해 산티아고데쿠바에서 열린 대회에서 2.36m와 지속적으로 향상시켰다. 자신의 첫 국제 타이틀은 1987년 인디애나폴리스에서 열린 팬아메리칸 게임에서 우승하였을 때이며, 같은 해 6월 20일 아테네에서 열린 대회에서 자신의 새기록 2.37m(7 피트 9에 반 인치)를 수립하였다.

## 1988년의 첫 세계 기록
1988년 9월 8일 스페인 살라망카에서 열린 대회에서 세계 기록 2.43m(7 피트 11과 4분의 3 인치)를 세웠다. 그러나 쿠바가 또다시 1988년 서울 하계 올림픽을 보이콧하면서 출전 기회를 다시 놓치고 말았다. 지난 여름인 1987년 6월 30일 스톡홀름에서 스웨덴의 파트리크 셰베리가 세운 2.42m에 1 센티미터를 능가하였다.

### 1989년의 기록 상승과 1993년에 또 다시
소토마요르는 2번이나 세계 기록을 상승하였는 데, 1989년 7월 29일 산후안에서 열린 중앙아메리카·카리브해 국가 선수권 대회에서 2.44m(8 피트)와 4년 후 7월 27일 살라만카에서 현기록 2.45m(8 피트 1에 반 인치)이다. 자신이 두 번째 시도에서 제거한 1989년 7월 기록 2.44m는 8 피트 이상을 넘은 첫 기록으로서 제왕적 측량 팬들을 위한 역사적 도약이었다.
2.44m의 기록을 세운 후에 소토마요르는 이듬해에 불일치하게 되었다. 자신의 무릎과 뒤꿈치에 상처 화장지를 벗기는 수술을 한 후에 1990년 실외 시즌을 거의 놓쳤다. 1991년 8월 10일 아바나에서 열린 팬아메리칸 게임에 나가 모국의 관중들 앞에서 2.35m(7 피트 8에 반 인치)를 넘어 자신의 주요 라이벌 미국의 홀리스 콘웨이를 꺾고 우승하였다. 그러고나서 10 센티미터로 올라간 막대기에 세계 신기록 2.45m로 관중들을 감동시켰으나 그가 막대기를 넘은 3개의 시도에서 각각 향하는 길에서 자신의 어깨와 함께 타격을 가하였다.
살라만카 초청 육상 대회에서 세운 1993년 기록은 소토마요르가 요구한 4번의 도약들에서만 주목할 만 하였다 : 첫 도약에서 2.32m(7 피트 7.34 인치)를 세우고 2.35m에서 통과하여 자신의 첫 시도에서 2.38m(7 피트 9.70 인치)를 제가하였다. 그러고나서 막대기가 기록 신장 2.45m로 올려지면서 자신이 첫 시도를 놓치다가 두 번째 시도에서 막대기를 밝게 스쳐 갔다.

### 1989년 실내 세계 신기록을 설립하다
소토마요르는 1989년 3월 4일 부다페스트에서 세계 실내 현기록 2.43m(7 피트 11.67 인치)를 설립하였다.
그해에 열린 국제 아마추어 육상 연맹이 주최한 세계 실내 선수권 대회에서 자신의 첫 시도 2.43m를 제거하면서 기록을 깼다. 이 시합에서 그는 자신이 3위에 서 있던 포인트에서 2.35m를 제거한 4명의 선수들 중의 하나였으며, 자신과 셰베리가 각각 2개의 시도를 필요할 동안에 그들의 첫 시도들에서 각각 성공한 서독의 디트마르 뫼겐부르크와 영국의 돌턴 그랜트를 추적하였다. 부다페스트에서 소토마요르는 경기의 첫 시도에서 2.31m(7 피트 6.94 인치)을 넘어 2.33m를 통과하고 2.35m(7 피트 8.52 인치)에서 자신의 시초적인 시도를 놓치다가 두 번째 시도에서 제거하였다. 2.37m(7 피트 9.31 인치)에서 큰 첫 시도 제거를 만들고 2.39m를 통과하여 2.43m(7 피트 11.67 인치)에서 기록 시도를 위해 막대기가 올려졌다. 첫 시도에서 넘어 내려갈 때 자신의 넓적다리의 뒷부분과 함께 막대기를 스쳐 가면서 제거하였다. 1년 전에 실내 기록 2.42m를 세운 독일의 카를로 타란하르트는 2.33m와 함께 5위로 왔다.

### 1992년 올림픽 금메달리스트
자신이 결국 하계 올림픽에서 출전할 수 있었을 때에 1992년 금메달과 2000년 은메달(마약 복용으로 출전 정지 징계를 당한 후)을 땄으며, 이 경기들 사이에 1993년과 1997년 세계 육상 선수권 대회에서 우승하였다.
바르셀로나 올림픽에서 소토마요르는 최고도의 높이에서 깨끗한 도약으로 자신의 능력의 근거를 두어 높이뛰기를 우승하였다. 5명의 선수들은 2.34m(7 피트 8.13 인치)의 높이를 우승하는 데 제거하였으나, 소토마요르는 자신의 첫 시도에서 막대기를 제거한 단 하나의 선수였다. 그러고나서 모든 5명의 선수들은 다음 높이 2.37m에서 실패하였다. 마지막 라운드에서 도약하면서, 그는 2.37m에서 첫 2개의 시도들에서 실패하였다. 나머지의 모든 선수들이 자신의 3번째 시도들을 놓칠 때에 소토마요르는 금메달에 보장하여 3번째 시도를 통과하여 자신이 놓친 2.39m의 기록 높이에서 하나의 시도를 위하여 선택하였다. 동점 결승전의 근거에서 소토마요르가 우승 선수로 선언되었으며, 셰베리는 은메달, 폴란드의 아르투르 파르티카, 오스트레일리아의 팀 포사이스와 미국의 홀리스 콘웨이는 동메달을 획득하게 된다.

### 1993년 실내와 실외 선수권 대회
살라만카에서 2.45m의 세계 기록을 세운지 1달 안에 소토마요르는 8월 22일 슈투트가르트에서 열린 세계 육상 선수권 대회에서 우승을 거두었다. 시합에서 그는 더 높이 뛰면서 세계 신기록 2.40m(7 피트 10.49 인치)를 설립하였다. 2위의 파르티카는 2.37m를 넘었다.
그가 2.40m를 제거한 마지막은 1995년 3월 25일 아르헨티나 마르델플라타에서 열린 팬아메리칸 게임이었다. 건강한 소토마요르는 예테보리에서 열린 세계 육상 선수권 대회에서 자신의 타이틀을 유지하려고 시도하였다. 8월 8일 2.37m(7 피트 9.31 인치)의 높이를 제거하였으나, 몇몇의 도약들을 놓친 근거에 바하마의 트로이 켐프에 밀려 2위를 하였다.
1997년 아테네에서 열린 세계 육상 선수권 대회에서 8월 6일에 금메달을 다시 획득하게 되는 데, 세계에서 지도적인 2.37m(자신의 두 번째 시도에서)와 함께 파르티카를 꺾었다.

### 1996년 실외 시즌
소토마요르는 실내 시즌 동안에 1996년에 좋은 시작을 가졌으나, 실외 시즌 동안에 부상으로 시달리고 말았다. 1996년 애틀랜타 올림픽에서 자신의 올림픽 타이틀을 유지하려는 시도를 하였다. 7월 26일 시합에 나가는 데 성공적으로 합격하였으나, 이틀 후에는 자신의 첫 시도에서 제거하면서 2.25m(7 피트 4.58 인치)의 개막 넘기 만을 관리할 수 있었다. 그러고나서 다음 높이 2.29m(7 피트 6.16 인치)를 통과하다가 2.32m(7 인치 7에 4분의 1 인치)의 3개의 시도들에서 실패하여, 자신의 2.25m 제거는 그를 11위에 머물게 하고 말았다. 결국 미국의 찰스 오스틴이 올림픽 기록 2.39m(7 피트 10.09 인치)와 함께 우승을 한다.
애틀랜타에서 부진한 모습을 보인 후에 소토마요르는 무릎과 뒤꿈치의 치료에 들어가고, 1997년 실내 시즌을 지나갔다. 그해 봄에 푸에르토리코에서 실외 시즌을 위하여 훈련을 시작하였으나, 5월 30일 쿠바 스포츠 위원들은 그가 "좋은 형성"에 있어도 토론토에서 열린 시즌의 첫 큰 대회로부터 탈퇴하였고 대신에 프랑스에서 열리는 육상 대회에 자신의 시즌 데뷔를 하려고 했다고 공고하였다.

### 1999년 팬아메리칸 게임
1999년 위니펙에서 열린 팬아메리칸 게임에서 소토마요르는 금메달을 획득하였다. 그의 승리의 며칠 후에 경기의 위원들은 그가 코카인 복용함을 공고하여 8월 4일 소토마요르는 금메달을 박탈당하고 망신과 함께 쿠바로 보내졌다. 당시 이 사건은 서울 올림픽에서 벤 존슨이 약물 복용으로 금메달을 박탈당한 이래에 10년간의 육상에서 가장 큰 마약 스캔들로 넓게 주목되었다.
그해에 소토마요르는 국내 명성이며, 잘 알려진 마약 반대 운동가이며 쿠바의 스포츠 제도의 긍지였다. 쿠바의 스포츠 의학장 마리오 그란다는 31세의 소토마요르가 그의 경력에서 60개가 넘는 마약 시험을 통과하였다고 말하면서 충격적 뉴스에 반응하고, 그가 파괴 행위의 파괴자였다는 암시를 하였다.

### 2000년 시드니 올림픽
1999년부터 2년간의 출전 정지에 불구하고 2000년 시드니 올림픽에 참가할 수 있었다. 그의 출전 정지는 2000년 6월에 유지되었으나 8월에 국제 아마추어 육상 연맹은 페널티를 반으로 깎고 32세의 소토마요르를 참가할 수 있도록 하였다. 남자 높이뛰기 시합은 비바람이 몰아친 9월 24일에 열렸다. 젖은 표면이 거대하게 결과들에 충격을 주었고, 7명의 선수들은 가벼운 비가 더 심해지고 전에 2.32m(7 피트 7.34 인치)를 제거하였고, 러시아의 세르게이 클류긴 만이 다음 높이 2.35m(7 피트 8.52 인치)를 제거할 수 있었으며 비바람이 야위기 전에 이룰 수 있었다. 소토마요르는 2개의 도약들을 놓치지 않고, 2.25m(7 피트 4.58 인치)와 2.32m를 넘으면서 은메달을 획득하였다. 우승 후보였던 뱌체슬라프 보로닌은 1달 전에 자신이 2.40m(7 피트 10.49 인치)를 제거한 후, 비가 내리는 상황에 2.29m(7 피트 6.16 인치) 만을 제거할 수 있었다. 다른 우승 후보 스웨덴의 스테판 홀름은 4위를 하면서 국제 아마추어 육상 연맹이 소토마요르의 2년간 출전 금지를 줄이지 말았어야 했다고 호소하였다.